# 贫穷年轻人的小说
《贫穷年轻人的小说》（義大利語：Romanzo di un giovane povero）是一部於1995年上映的義大利劇情片。該片由埃托爾·斯科拉執導。
電影進入第52屆威尼斯影展，而伊莎貝拉·法雷利獲得沃爾庇杯最佳女配角。
阿尔贝托·索尔迪獲得1995年格罗拉金奖最佳男主角。

## 角色
- 阿尔贝托·索尔迪 飾 巴托洛尼
- 羅蘭多·拉維洛（英语：Rolando Ravello）飾 溫琴佐·佩爾西科
- 伊莎貝拉·法雷利 飾 安德瑞娜
- 安德雷·杜索里爾（英语：André Dussollier） 飾 副檢察官莫斯卡蒂
- 莎拉·弗蘭凱蒂 飾 溫琴佐的母親
- 馬利歐·卡洛特努托（英语：Mario Carotenuto） 飾 貝亞雷斯
- 雷纳托·德·卡明（英语：Renato De Carmine） 飾 坎帝尼律師

## 外部鏈接
- 互联网电影数据库（IMDb）上《贫穷年轻人的小说》的资料（英文）